# Pro Team Astana 2011
Questa voce raccoglie le informazioni riguardanti il Pro Team Astana nelle competizioni ufficiali della stagione 2011.

## Stagione
Avendo licenza da UCI ProTeam, la squadra ha avuto diritto di partecipare alle gare dell'UCI World Tour 2011, oltre a quelle dei circuiti continentali UCI.

## Organico

### Staff tecnico
GM=General manager; TM=Team manager; DS=Direttore sportivo.
|  | Naz.                  | Ruolo | Sportivo            |  |  |  |
|  | --------------------- | ----- | ------------------- |  |  |  |
|  | Kazakistan (bandiera) | GM    | Valentin Rechert    |  |  |  |
|  | Italia (bandiera)     | TM    | Giuseppe Martinelli |  |  |  |
|  | Italia (bandiera)     | DS    | Guido Bontempi      |  |  |  |
|  | Belgio (bandiera)     | DS    | Laurenzo Lapage     |  |  |  |
|  | Russia (bandiera)     | DS    | Dmitrij Sedun       |  |  |  |
|  | Kazakistan (bandiera) | DS    | Aleksandr Šefer     |  |  |  |

### Rosa
|  | Naz.                  |  | Sportivo                      | Anno |  |  |
|  | --------------------- |  | ----------------------------- | ---- |  |  |
|  | Kazakistan (bandiera) |  | Asan Bazaev                   | 1981 |  |  |
|  | Australia (bandiera)  |  | Simon Clarke                  | 1986 |  |  |
|  | Australia (bandiera)  |  | Allan Davis                   | 1980 |  |  |
|  | Francia (bandiera)    |  | Rémy Di Grégorio              | 1985 |  |  |
|  | Kazakistan (bandiera) |  | Aleksandr D'jačenko           | 1983 |  |  |
|  | Kazakistan (bandiera) |  | Dmitrij Fofonov               | 1976 |  |  |
|  | Italia (bandiera)     |  | Enrico Gasparotto             | 1982 |  |  |
|  | Kazakistan (bandiera) |  | Dmitrij Gruzdev (stagista)    | 1986 |  |  |
|  | Kazakistan (bandiera) |  | Maksim Gurov                  | 1979 |  |  |
|  | Ucraina (bandiera)    |  | Andrij Hrivko                 | 1983 |  |  |
|  | Kazakistan (bandiera) |  | Maksim Iglinskij              | 1981 |  |  |
|  | Kazakistan (bandiera) |  | Valentin Iglinskij            | 1984 |  |  |
|  | Spagna (bandiera)     |  | Josep Jufré                   | 1975 |  |  |
|  | Estonia (bandiera)    |  | Tanel Kangert                 | 1987 |  |  |
|  | Kazakistan (bandiera) |  | Andrej Kašečkin               | 1980 |  |  |
|  | Svezia (bandiera)     |  | Fredrik Kessiakoff            | 1980 |  |  |
|  | Kazakistan (bandiera) |  | Roman Kireev                  | 1987 |  |  |
|  | Croazia (bandiera)    |  | Robert Kišerlovski            | 1986 |  |  |
|  | Rep. Ceca (bandiera)  |  | Roman Kreuziger               | 1986 |  |  |
|  | Italia (bandiera)     |  | Mirco Lorenzetto              | 1981 |  |  |
|  | Italia (bandiera)     |  | Francesco Masciarelli         | 1986 |  |  |
|  | Kazakistan (bandiera) |  | Andrej Mizurov                | 1973 |  |  |
|  | Kazakistan (bandiera) |  | Evgenij Nepomnjaščij          | 1987 |  |  |
|  | Russia (bandiera)     |  | Evgenij Petrov                | 1978 |  |  |
|  | Kazakistan (bandiera) |  | Sergej Renëv                  | 1985 |  |  |
|  | Slovenia (bandiera)   |  | Gorazd Štangelj               | 1973 |  |  |
|  | Kazakistan (bandiera) |  | Aleksandr Šušemoin (stagista) | 1987 |  |  |
|  | Italia (bandiera)     |  | Paolo Tiralongo               | 1977 |  |  |
|  | Kazakistan (bandiera) |  | Ruslan Tileubaev (stagista)   | 1987 |  |  |
|  | Lituania (bandiera)   |  | Tomas Vaitkus                 | 1982 |  |  |
|  | Kazakistan (bandiera) |  | Aleksandr Vinokurov           | 1973 |  |  |
|  | Kazakistan (bandiera) |  | Andrej Zejc                   | 1986 |  |  |
|  | Kazakistan (bandiera) |  | Nazar Žumabekov (stagista)    | 1987 |  |  |

## Ciclomercato
| Simon Clarke          | ISD                       |
| Rémy Di Grégorio      | Française des Jeux        |
| Dmitrij Gruzdev       |                           |
| Tanel Kangert         | E.C. Saint-Etienne-Loire  |
| Andrej Kašečkin       | Lampre                    |
| Fredrik Kessiakoff    | Garmin                    |
| Robert Kišerlovski    | Liquigas                  |
| Roman Kreuziger       | Liquigas                  |
| Mirco Lorenzetto      | Lampre                    |
| Francesco Masciarelli | Acqua & Sapone            |
| Andrej Mizurov        | Tabriz                    |
| Evgenij Petrov        | Katusha                   |
| Aleksandr Šušemoin    | Calzaturieri Montegranaro |
| Ruslan Tileubaev      |                           |
| Tomas Vaitkus         | RadioShack                |
| Nazar Žumabekov       |                           |

| Alberto Contador   | Saxo Bank     |
| Scott Davis        | fine carriera |
| David de la Fuente | Geox-TMC      |
| Valerij Dmitriev   | -             |
| Jesús Hernández    | Saxo Bank     |
| Daniel Navarro     | Saxo Bank     |
| Benjamín Noval     | Saxo Bank     |
| Óscar Pereiro      | fine carriera |
| Bolat Rajymbekov   | -             |
| Mirko Selvaggi     | Vacansoleil   |

## Palmarès

### Corse a tappe
ProTour
- Parigi-Nizza

7ª tappa (Rémy Di Grégorio)
- Vuelta al País Vasco

3ª tappa (Aleksandr Vinokurov)
- Tour de Romandie

3ª tappa (Aleksandr Vinokurov)
- Giro d'Italia

19ª tappa (Paolo Tiralongo)
Continental
- Giro del Trentino

4ª tappa (Roman Kreuziger)
- Presidential Cycling Tour of Turkey

2ª tappa (Valentin Iglinskij)
- Giro d'Austria

2ª tappa (Fredrik Kessiakoff)
Classifica generale (Fredrik Kessiakoff)
- Tour of Hainan

8ª tappa (Valentin Iglinskij)
Classifica generale (Valentin Iglinskij)

### Campionati nazionali
- Campionati kazaki

In linea (Andrej Mizurov)

## Classifiche UCI

### Calendario mondiale UCI
Individuale
Piazzamenti dei corridori del Pro Team Astana nella classifica individuale dell'UCI World Tour 2011.
| Pos. | Ciclista            | Punti |
| ---- | ------------------- | ----- |
| 16   | Aleksandr Vinokurov | 230   |
| 32   | Roman Kreuziger     | 135   |
| 125  | Paolo Tiralongo     | 21    |
| 126  | Andrij Hrivko       | 20    |
| 133  | Simon Clarke        | 16    |
| 148  | Allan Davis         | 10    |
| 154  | Enrico Gasparotto   | 9     |
| 160  | Rémy Di Grégorio    | 7     |
| 161  | Robert Kišerlovski  | 6     |
| 182  | Sergej Renëv        | 4     |
| 205  | Tomas Vaitkus       | 2     |

Squadra
Nella graduatoria a squadre dell'UCI World Tour 2011 il Pro Team Astana ha concluso in quindicesima posizione, totalizzando 422 punti.